# CONCACAF U-15-Meisterschaft
Die CONCACAF U-15-Meisterschaft (engl. CONCACAF Under-15 Championship) ist ein Fußballwettbewerb zwischen den besten Mannschaften Nord- und Mittelamerikas sowie der Karibik für Fußballspieler unter 15 Jahren. Das Turnier fand erstmals 2013 mit 22 verschiedenen Auswahlmannschaften auf den Kaimaninseln statt und wird im Zwei-Jahres-Rhythmus ausgetragen. Bei der zweiten Austragung 2015 in Bradenton, Florida, waren 39 Teams am Start. An der 2019 ebenfalls in Bradenton ausgetragenen dritten CONCACAF U-15-Meisterschaft waren 41 Mannschaften beteiligt; darunter auch drei eingeladene UEFA-Teams (aus Israel, Slowenien und Portugal).

## Die Turniere im Überblick
| Jahr         | Gastgeber                                           | Finale                                              | Finale                                              | Finale                                              | Spiel um Platz drei                                 | Spiel um Platz drei                                 | Spiel um Platz drei                                 |
| Jahr         | Gastgeber                                           | Sieger                                              | Ergebnis                                            | Zweiter Platz                                       | Dritter Platz                                       | Ergebnis                                            | Vierter Platz                                       |
| ------------ | --------------------------------------------------- | --------------------------------------------------- | --------------------------------------------------- | --------------------------------------------------- | --------------------------------------------------- | --------------------------------------------------- | --------------------------------------------------- |
| 2013 Details | Kaimaninseln                                        | Honduras                                            | 2:1                                                 | Guatemala                                           | El Salvador                                         | 2:0                                                 | Bermuda                                             |
| 2017 Details | USA                                                 | Mexiko                                              | 2:0                                                 | USA                                                 |                                                     | nicht ausgetragen                                   |                                                     |
| 2019 Details | USA                                                 | Portugal                                            | 2:0                                                 | Slowenien                                           |                                                     | nicht ausgetragen                                   |                                                     |
| 2021         | Aufgrund der "COVID-19-Pandemie" nicht ausgespielt. | Aufgrund der "COVID-19-Pandemie" nicht ausgespielt. | Aufgrund der "COVID-19-Pandemie" nicht ausgespielt. | Aufgrund der "COVID-19-Pandemie" nicht ausgespielt. | Aufgrund der "COVID-19-Pandemie" nicht ausgespielt. | Aufgrund der "COVID-19-Pandemie" nicht ausgespielt. | Aufgrund der "COVID-19-Pandemie" nicht ausgespielt. |
| 2023 Details | Dominikanische Republik                             | USA                                                 | 4:2                                                 | Mexiko                                              | Haiti                                               | 3:1                                                 | Jamaika                                             |